# Fanqie

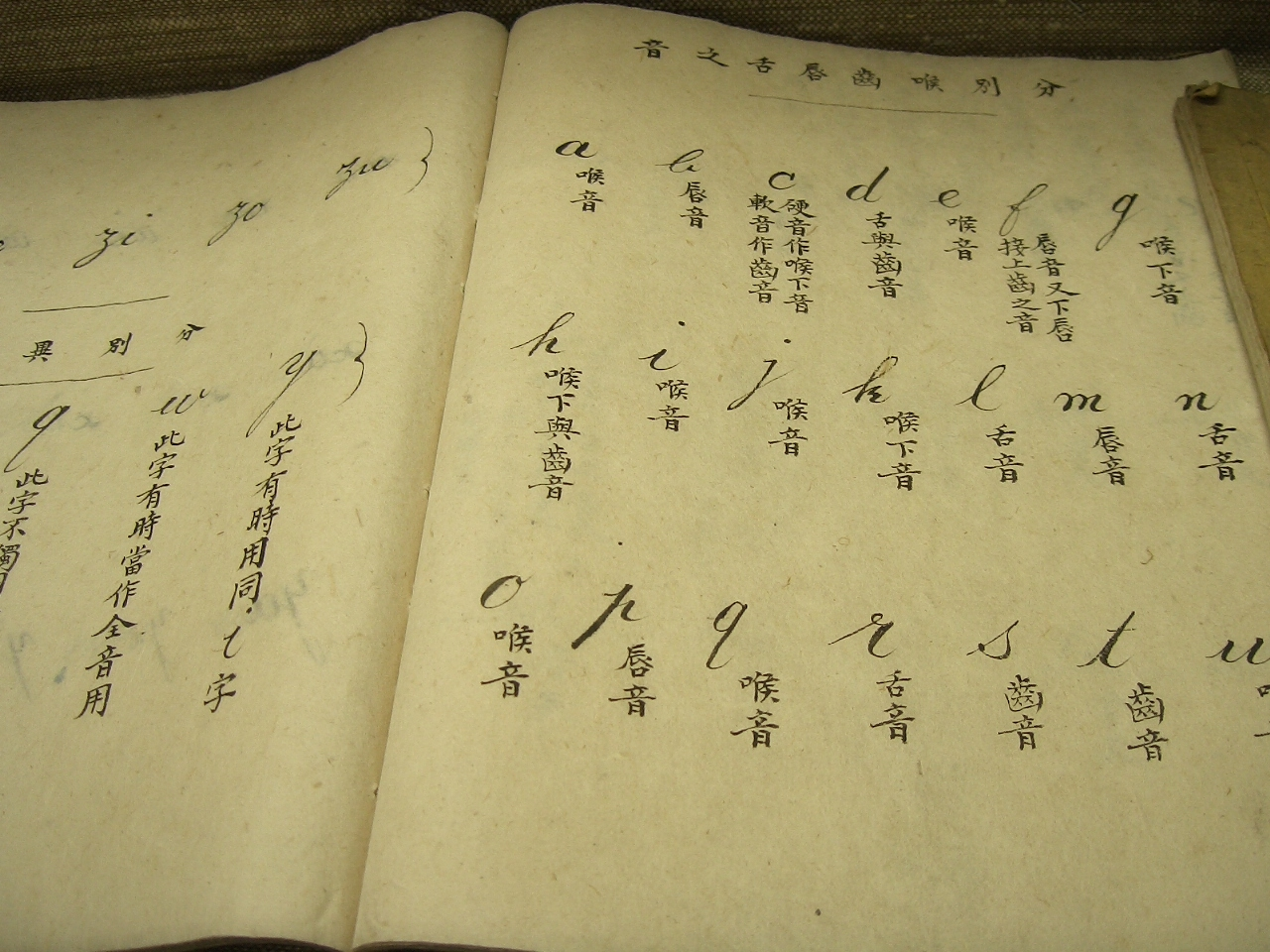
Llibre pertanyent a l'emperador Puyi, que mostra la pronunciació de l'alfabet anglès mitjançant el sistema fanqie.

El fanqie (xinès: 反切, pinyin: Fǎnqiè) és un sistema de notació fonètica del xinés que s'empra des de l'etapa final de la dinastia Han (s. III) fins a l'actualitat. Aquest sistema utilitza un subconjunt reduït de caràcters xinesos amb valor purament fonètic per a representar la lectura dels caràcters (que fonèticament corresponen sempre a una sola síl·laba). El fanqie l'empraren durant segles lexicògrafs i comentaristes per a indicar la lectura correcta de caràcters difícils o poc comuns en diccionaris i comentaris de texts clàssics. Al segle xx, aquest sistema caigué en desús i fou reemplaçat per altres sistemes més precisos, com el gwoyeu romatzyh, el latinxua sin wenz, el zhuyin o el pinyin: aquest darrer és el més estès hui, i és oficial a la República Popular de la Xina.
El nom fanqie és la juxtaposició dels caràcters fǎn (反; 'invertir', 'oposat') i qiè (切, 'tallar'). Aquests dos termes s'usaven de manera intercanviable com a afegit al parell de caràcters que marquen la pronúncia, delimitant-ne així la representació fonètica. L'origen d'aquest ús encara no és clar.

## Història
El fet que l'escriptura xinesa no sigui fonètica, en general, ha plantejat des de l'antiguitat la necessitat de crear maneres de representar la pronúncia dels caràcters. Així, en escrits antics poden aparèixer termes o noms propis poc comuns, així com caràcters la lectura dels quals varia segons el context. Això fa que en els texts clàssics acompanyats d'anotacions posteriors el comentarista sovint haja d'indicar al lector la pronúncia correcta dels caràcters difícils. En els texts més antics això es feia al·ludint a caràcters homòfons més senzills, mètode que requeria el coneixement del caràcter emprat com a referència. El sistema fanqie sorgeix durant la dinastia Han com un refinament en què la síl·laba es divideix en dues parts: un component inicial i una rima o part final. Aquesta divisió aprofitava la combinatòria per a expressar la notació fonètica amb un nombre relativament petit de caràcters.
Els primers diccionaris com l' Erya (segle III aC) indicaven la pronunciació d'un caràcter pel mètode dúruò (讀若, "llegir com"), donant un altre caràcter amb la mateixa pronunciació.  La introducció del budisme a la Xina al voltant del segle I va portar el coneixement fonètic indi, que pot haver inspirat la idea de fanqie .  Segons l'erudit del segle VI Yan Zhitui, els fanqie van ser utilitzats per primera vegada per Sun Yan (孫炎), de l'estat de Wei durant el període dels Tres Regnes (220–280 dC), en el seu Erya Yinyi (爾雅音義)., "Sons i significats d' Erya ").   Tanmateix, s'han trobat exemples anteriors a les obres de finals del segle II de Fu Qian i Ying Shao.  
Les fonts més antigues existents de cossos significatius de fanqie són fragments del Yupian original (544 dC) trobat al Japó i el Jingdian Shiwen, un comentari sobre els clàssics que es va escriure l'any 583 dC.   El sistema es popularitzà en els diccionaris de rimes que recollien la pronúncia dels caràcters, sobretot en l'històric Qièyùn, un diccionari de rima xinès completat per Lù Fayán l'any 601, durant la dinastia Sui, que seria durant segles l'obra mestra de referència normativa sobre la lectura correcta dels caràcters en la llengua culta.   Quan la poesia xinesa clàssica va florir durant la dinastia Tang, el Qieyun es va convertir en la font autoritzada de pronunciacions literàries. La pronúncia dels caràcters expressada en forma de fanqie es va reproduir en moltes reedicions i ampliacions del Qièyùn,, la més important de les quals va ser la Guangyun de l'any 1008. Fins i tot després d'haver desenvolupat l'anàlisi més sofisticada de les taules de rime, fanqie es va continuar utilitzant als diccionaris, inclòs el voluminós Diccionari Kangxi, publicat el 1716, i el Ciyuan i Cihai dels anys trenta.  
Durant la dinastia Qing, alguns diccionaris bilingües xinès-manxú tenien les paraules manxú transcrites fonèticament amb caràcters xinesos. El llibre 御製增訂清文鑑 ("Mirror de Qing revisat i ampliat publicat imperialment"), tant en manxú com en xinès, va utilitzar l'escriptura manxú per transcriure paraules xineses i caràcters xinesos per transcriure paraules manxú fent servir fanqie . 

## Funció
En el mètode fanqie, la pronunciació d'un caràcter està representada per dos caràcters més. L'inici (consonant inicial) es representa amb el del primer dels dos caràcters (上字 "paraula superior", ja que el xinès s'escrivia verticalment); el final (incloent el lliscament medial, la vocal nuclear i la coda) i el to estan representats pels del segon dels dos caràcters (下字, "paraula inferior").   Per exemple, al Qieyun, el caràcter 東 es descriu com 德紅反. Els dos primers caràcters indiquen l'inici i el final, respectivament, de manera que la pronunciació de 東 [tuŋ] es dona com l'inici [t] de 德 [tək] amb la [uŋ] final de 紅[ɣuŋ],  amb el mateix to que 紅.
Als diccionaris de rima, hi havia una tendència a escollir parelles de caràcters que coincideixen en la presència o absència d'una -j- medial palatina, però no hi havia aquesta tendència per a la -w- medial arrodonida, que es representava únicament al caràcter final. .  També hi havia una forta tendència a escriure paraules amb inicials labials utilitzant caràcters finals amb inicials labials. 
El tercer caràcter 反 fǎn "tornar enrere" és el marcador habitual d'una grafia fanqie al Qieyun. En diccionaris posteriors com el Guangyun, el caràcter marcador és 切 qiè "anar junts". (La lectura comunament citada "tallar" sembla ser moderna. ) L'erudit Qing Gu Yanwu va suggerir que fǎn, que també significava "derrocament", es va evitar després de les devastadores rebel·lions durant la meitat de la dinastia Tang.  L'origen d'ambdós termes és obscur.  La paraula composta fǎnqiè va aparèixer per primera vegada durant la dinastia Song. 

## Anàlisi
El Fanqie proporciona informació sobre els sons de formes anteriors de xinès, però la seva recuperació no és senzilla. Es podien utilitzar diversos caràcters per a cada inicial o final, i en particular, mai no s'ha utilitzat cap caràcter per escriure-ho.
Tanmateix, és possible identificar les inicials i les finals subjacents a una gran i consistent col·lecció de fanqie utilitzant un mètode que va ser utilitzat per primera vegada per l'erudit cantonès Chen Li, en el seu estudi de 1842 sobre el Guangyun .  Per exemple, en aquest diccionari,
- 東 s'escriu 德 + 紅,
- 德 s'escriu 多 + 特, i
- 多 s'escriu 德 + 河.

Això implica que 東, 德 i 多 han d'haver tingut tots la mateixa inicial.  Seguint aquestes cadenes d'equivalència, Chen va ser capaç d'identificar categories d'ortografia inicial equivalent, i un procés similar va ser possible per a les finals.   Desconeixedor de l'obra de Chen, el lingüista suec Bernard Karlgren va repetir l'anàlisi per identificar les inicials i les finals a la dècada de 1910. 
El mètode de Chen es pot utilitzar per identificar les categories d'inicials i finals, però no els seus valors sonors, per als quals calen altres proves.  Així, el xinès mitjà ha estat reconstruït per Karlgren i els estudiosos posteriors comparant aquestes categories amb les pronunciacions sino-xeniques i les pronunciacions en varietats modernes de xinès. 

## Estructura
Per indicar la pronúncia d'un caràcter xinés segons el mètode fanqie s'escriuen dos caràcters que indiquen, respectivament, el so inicial i la part final (rima), seguits de qualsevol dels dos caràcters fǎn o qiè. Així, agafant un exemple del Qièyùn, la lectura del caràcter 東 (la pronúncia del qual en mandarí actual es representa com a dōng en el sistema pinyin) es reprodueix com 德紅反 (dé - hóng fǎn). Malgrat els molts segles transcorreguts, en la transcripció actual del mandarí la consonant inicial de 東 coincideix amb la del caràcter 德, mentre que la seua vocal i consonant final coincideix amb la de 紅. L'equivalència n'hauria estat major en el xinés parlat fa més d'un mil·lenni i, de fet, les transcripcions fanqie del Qièyùn foren una de les eines més útils en la reconstrucció de la fonologia del xinés mitjà que es parlava en el passat, i que fou objecte de recerca en el treball pioner del sinòleg suec Bernhard Karlgren.